# Далас Сентер (Ајова)
Далас Сентер (енгл. Dallas Center) град је у америчкој савезној држави Ајова. По попису становништва из 2010. у њему је живело 1.623 становника.

## Демографија
Према попису становништва из 2010. у граду је живело 1.623 становника, што је 28 (1,8%) становника више него 2000. године.
| Група             | 2000.         | 2010.         |
| Белци             | 1.571 (98,5%) | 1.585 (97,7%) |
| Афроамериканци    | 5 (0,3%)      | 9 (0,6%)      |
| Азијати           | 1 (0,1%)      | 2 (0,1%)      |
| Хиспаноамериканци | 10 (0,6%)     | 11 (0,7%)     |
| Укупно            | 1.595         | 1.623         |